# شباتة
الشَبَاتَة أو الشَّبَّاتَة ( وتعني في الإيطالية الخُفَّ) هو خبز أبيض إيطالي مصنوع من دقيق القمح والماء والملح والخميرة وزيت الزيتون، أول من خَبزَه خبازٌ في أدرية في إيطاليا عامَ 1982 استجابة لشعبية الخبز الفرنسي (الباغِيت). للشَّباتّة شكل متطاولٌ واسعٌ مسطحٌ يُخبز بطرق متعددة وهو مميز بثقوبه السنخية. يصنع الشباتة من دقيق قوي ويستخدم عجينة أكثر رطوبة من الخبز الفرنسي التقليدي.

## معرض الصور

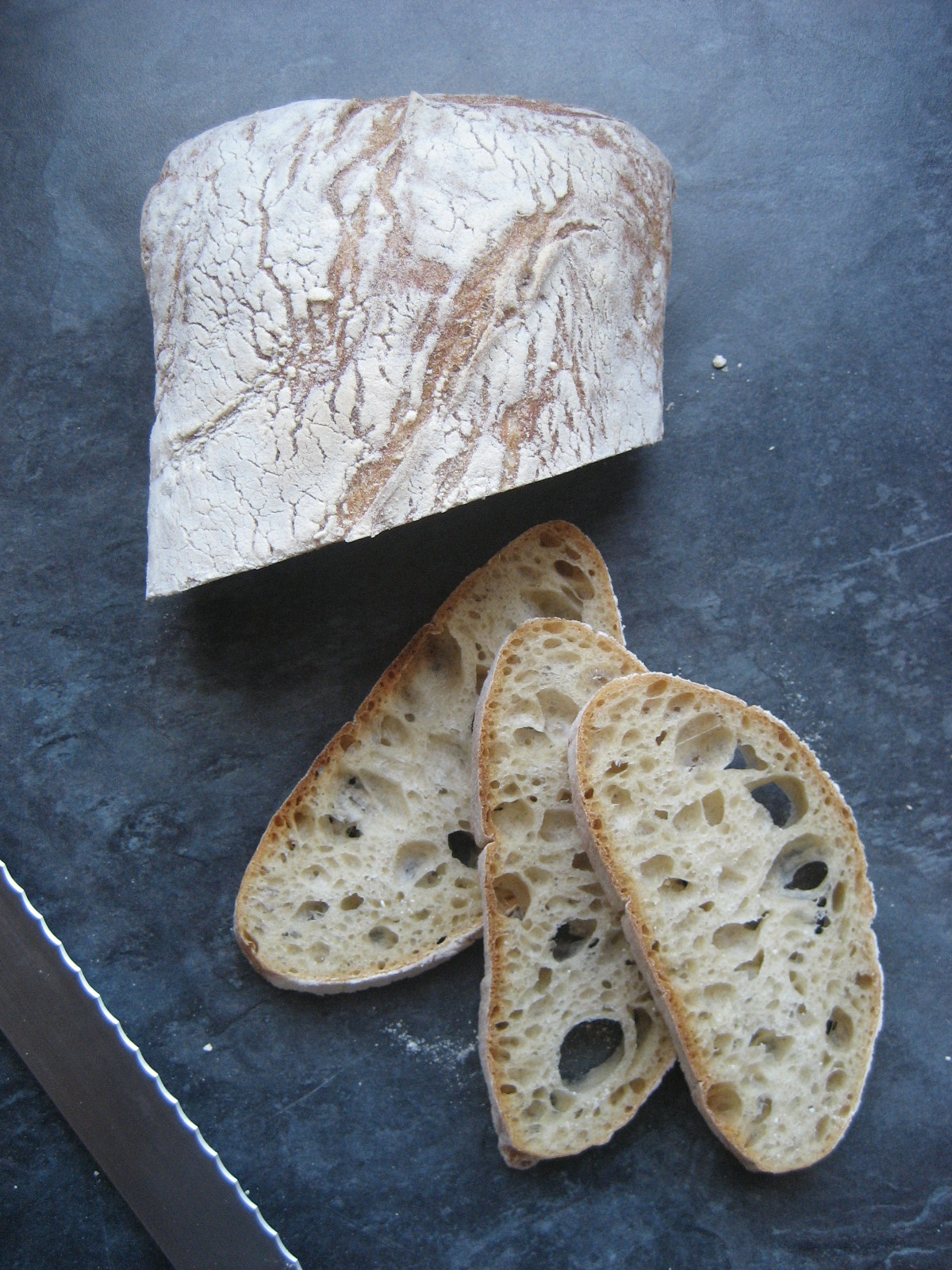
شرائح شباتة
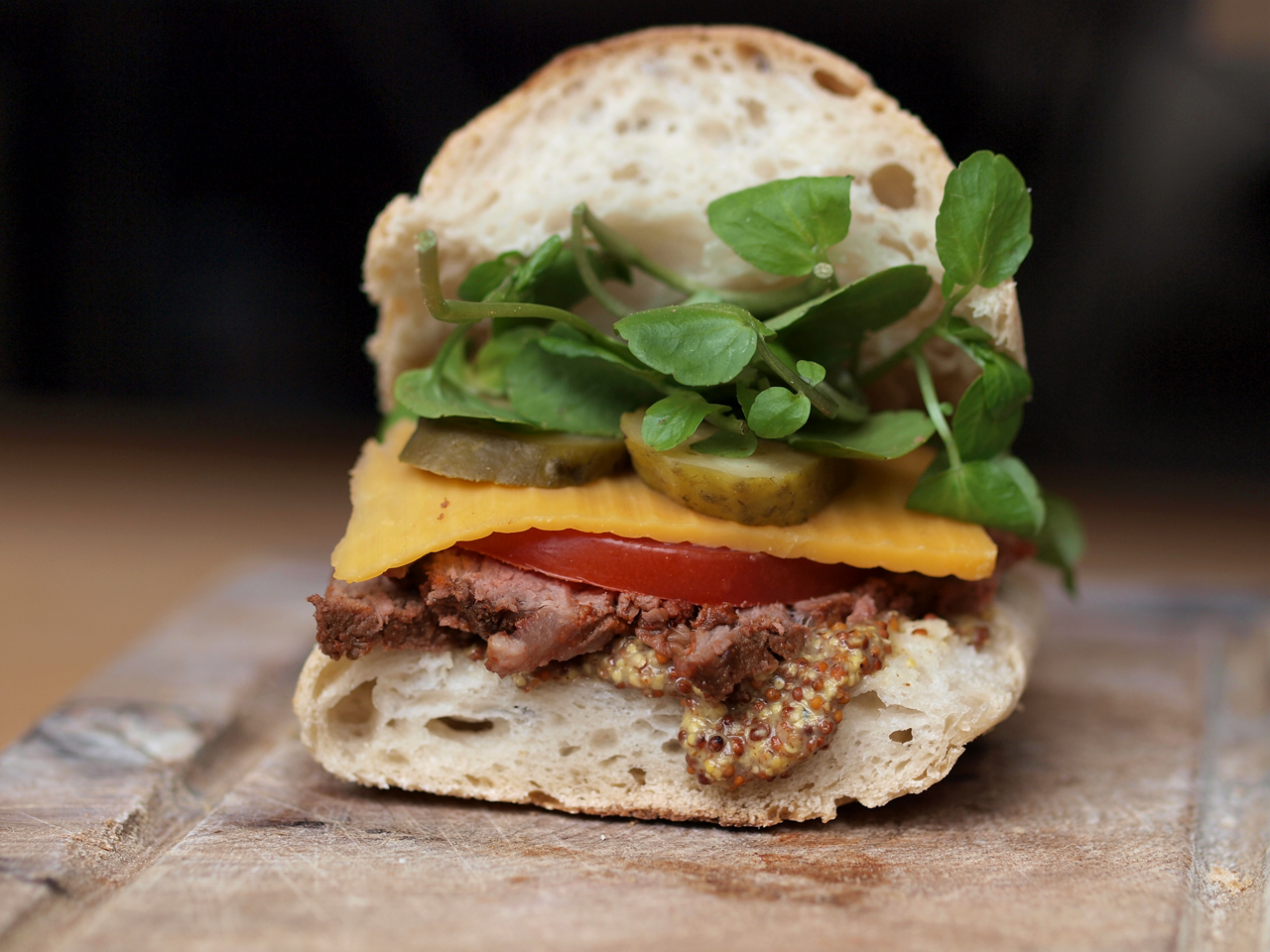
شطيرة من خبز الشباتة
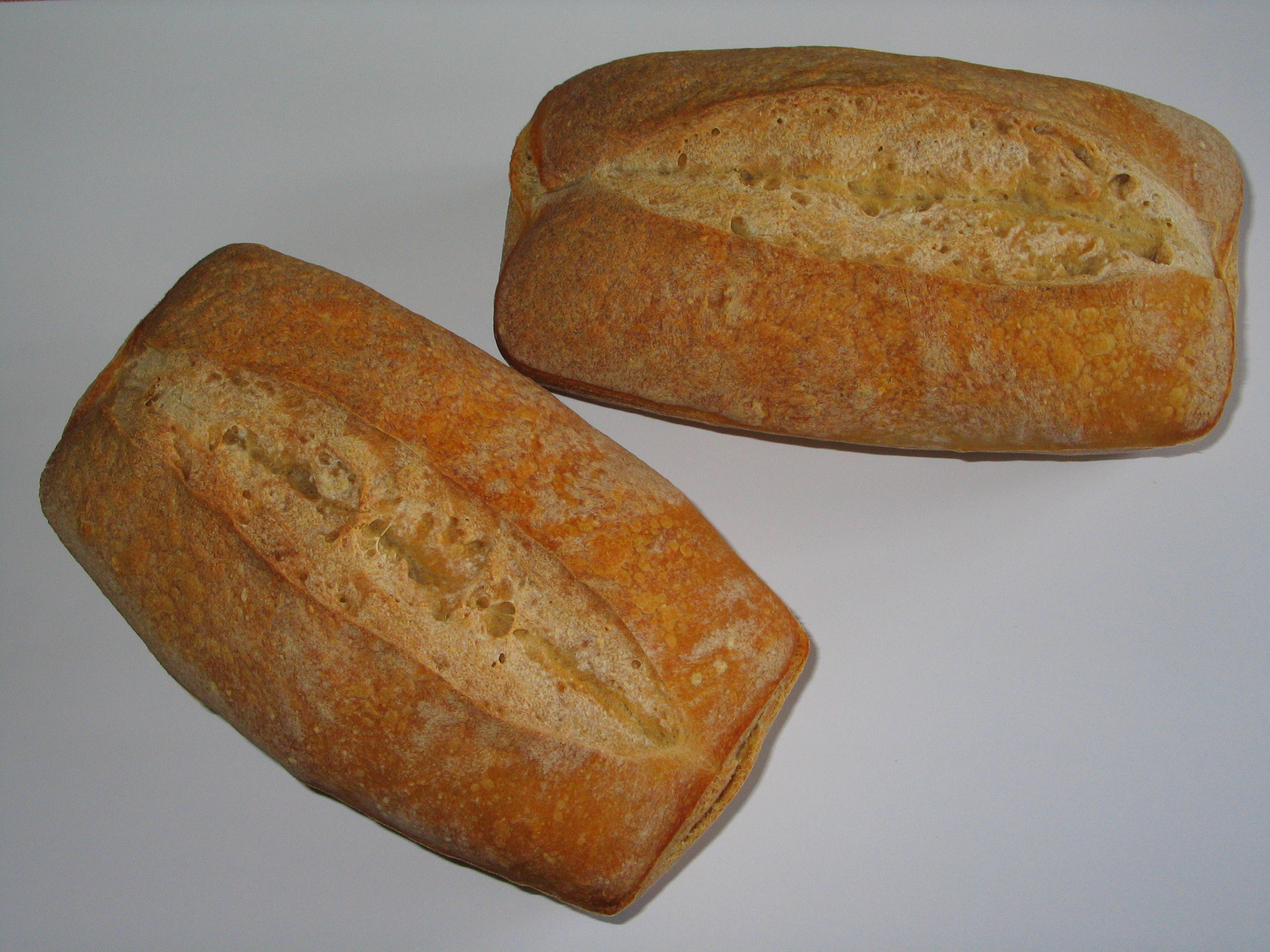
رغيفا خبز شباتة